# Hamel (Norte)
Hamel é uma comuna francesa na região administrativa de Altos da França, no departamento do Norte. Estende-se por uma área de 3.59 km². Em 2010 a comuna tinha 803 habitantes (densidade: 223,7 hab./km²).